# 테니스 포 투
《테니스 포 투》(Tennis for Two, 직역하면 ‘둘을 위한 테니스’)는 1958년 미국의 물리학자 윌리엄 히긴보덤이 오실로스코프 상에서 개발한 게임이다. 테니스를 묘사한 것으로 디지털 연산보다는 아날로그를 기반으로 하고 있다. 그래픽 표시 장치를 이용한 최초의 전자 게임의 하나로 간주되어 컴퓨터·비디오 게임의 역사에서 중요한 부분을 차지한다.

## 개발
히긴보덤은 그가 일했던 브룩헤븐 국립 연구소를 방문하는 손님들의 지루함을 달래기 위해 당시 전기적 신호를 계측하는 데 사용되었던 5인치 아날로그 오실로스코프에 간단한 전자회로를 조합하고 다이얼과 버튼으로 이루어진 간이 컨트롤러를 연결하여 《테니스 포 투》를 개발했다.
테니스 포 투는 '첨단 과학기술을 즐거운 유희의 형태로 이용할 수 있지 않을까'라는 목적만으로 개발되었으며, 그래서 판매용이 아닌 오로지 전시용을 목적으로 사용하였다. 당시에 히긴보덤이 다수의 특허를 소유한 학자였으며, 그가 속한 브룩헤븐 국립 연구소에서도 연구자의 발명품에 특허를 취득하는 경우가 기본이었으나 자신이 개발한 게임의 아이디어에는 전혀 특허를 신청하지 않았다.
《테니스 포 투》는 자신의 연구소를 방문하는 손님들에게만 공개되었으며, 일반인에게 공개된 것은 연구소의 ‘방문자의 날’에 단 두 번만 모습을 드러냈기 때문에 한 동안 이 게임은 세상에 알려지지 않았었다. 그 후 1970년대 말과 1980년대 초에 마그나복스 오디세이를 제작한 랄프 베어가 퐁이 오디세이에 포함된 탁구 게임을 표절하였다며 아타리의 놀란 부시넬에 소송을 걸 때 히긴보덤이 증인으로 출석하면서 이 게임이 처음으로 대중적으로 알려지게 되었다.

## 게임 방식
이 게임은 《퐁》의 전신으로 간주되지만 둘 사이의 직접적인 관계는 없었다. 게다가 이 게임의 모습이나 게임 방식은 유사한 다른 게임들과도 달랐다. 《퐁》과 같은 게임들이 테니스 코트를 위에서 아래를 보는 모습이라면, 《테니스 포 투》는 측면에서 보는 모습으로 코트를 형상화하고 있었다. 공은 중력의 영향을 받았고 반드시 네트를 넘겨야 진행되었다. 또한 화면에는 플레이어를 표현하는 것도 없었다는 것도 《퐁》같은 게임들과는 달랐다.
게임은 저항기, 축전기, 중계기로 구성된 아날로그 컴퓨터로 제어되었는데, 공이 다가올 때면 빠른 전환이 필요했다. 조작에는 트랜지스터 스위치가 사용되었다.

## 갤러리

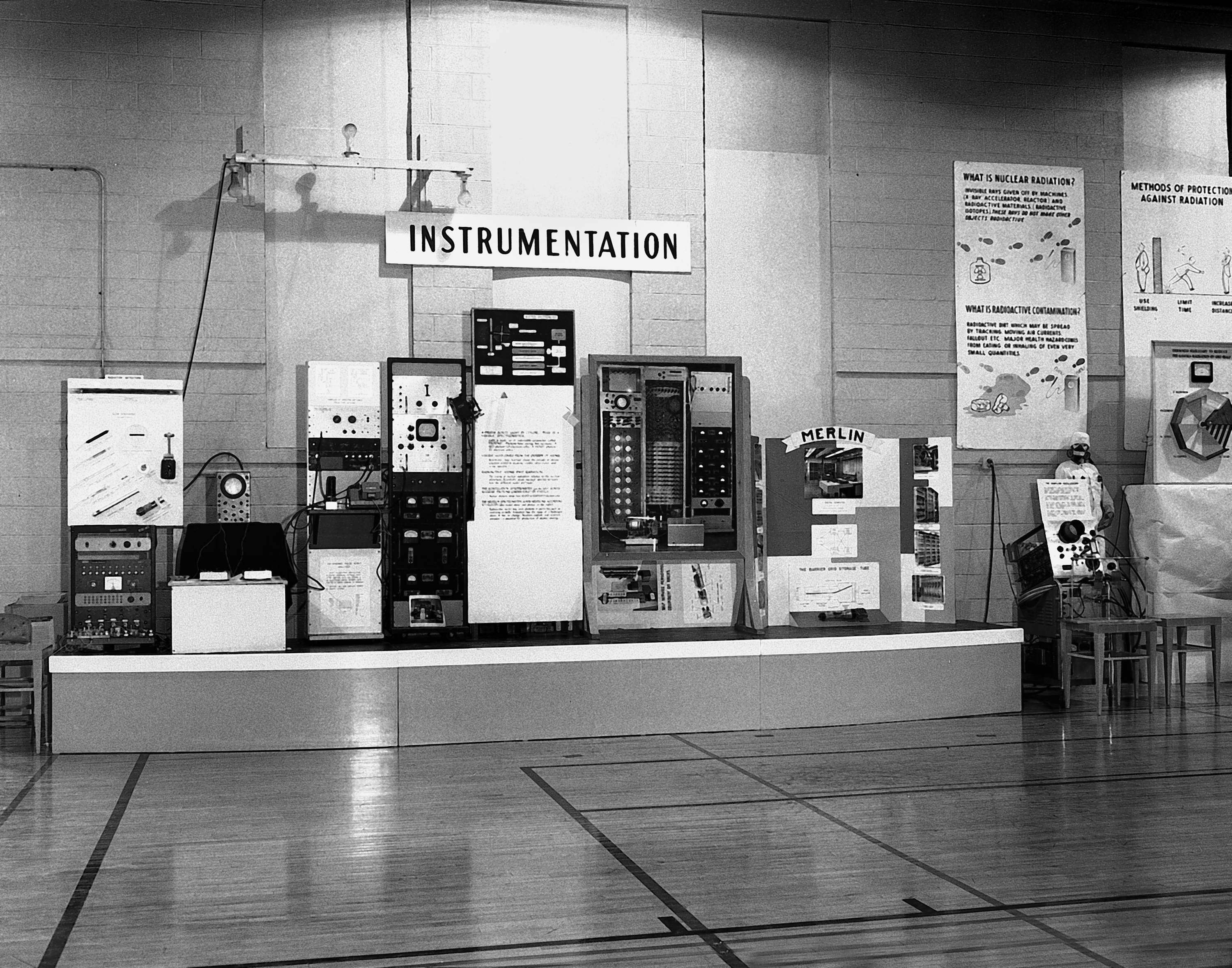
1958년 당시 테니스 포 투가 시연된 모습
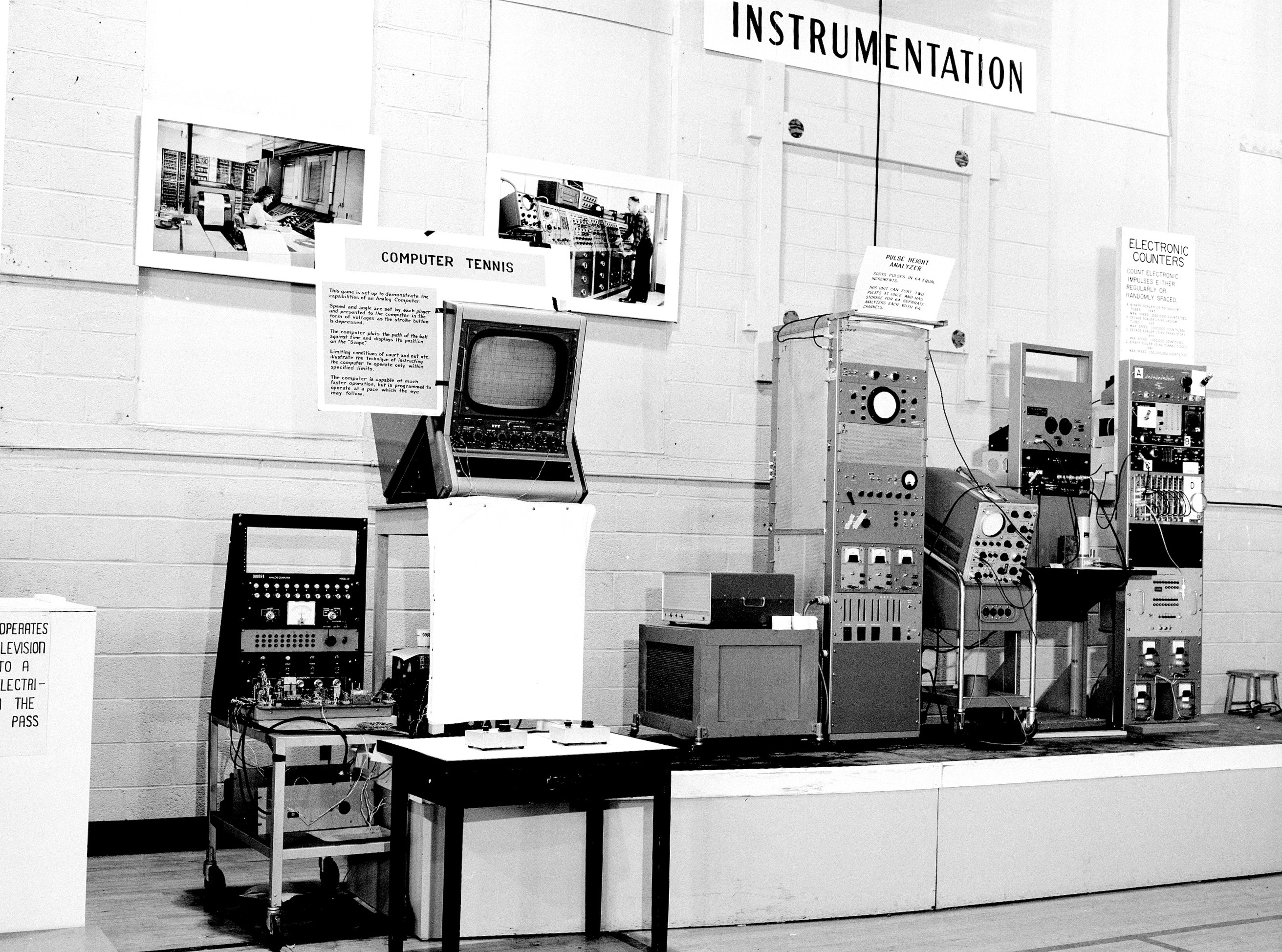
1958년 당시 테니스 포 투가 시연된 모습
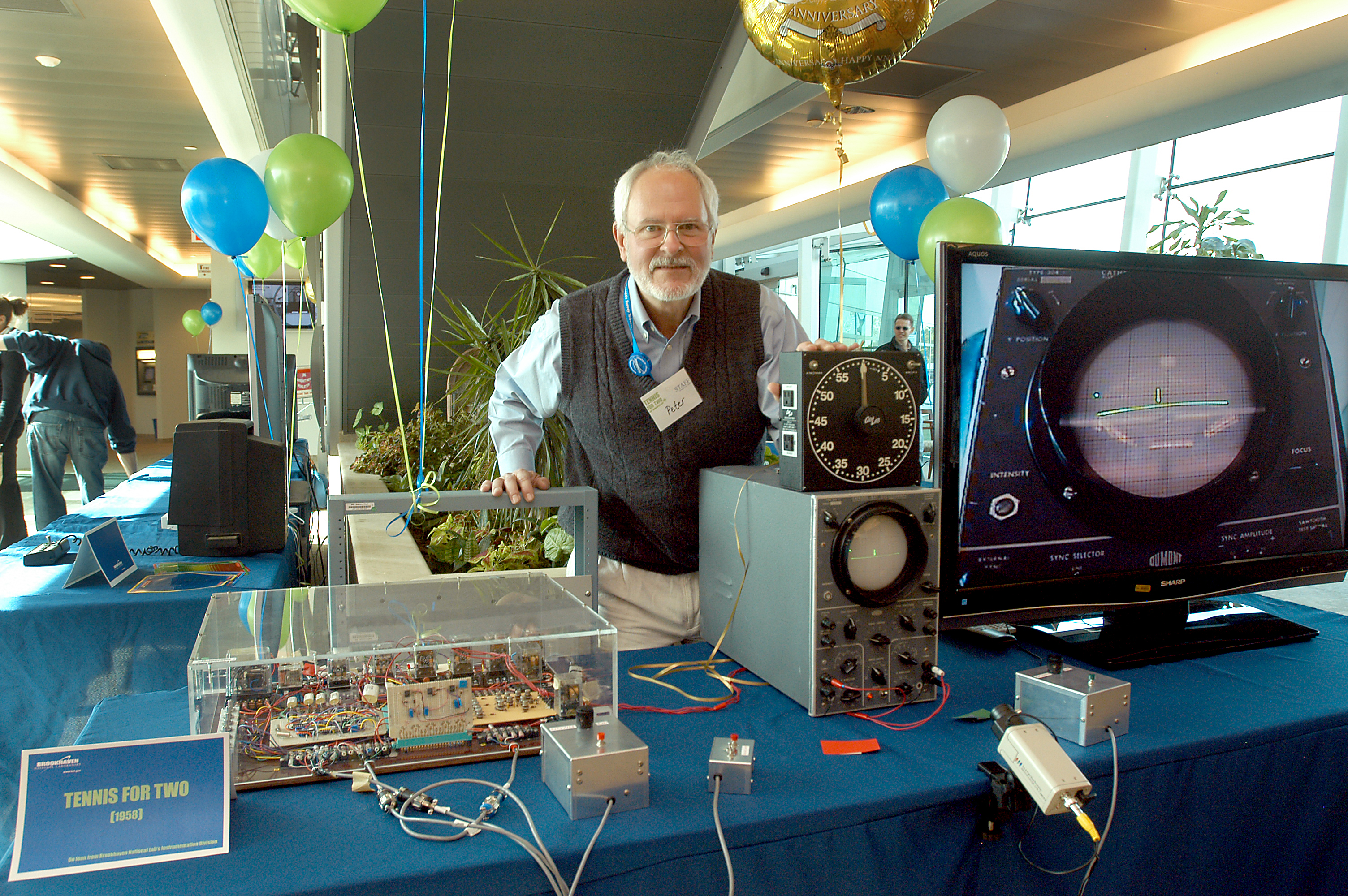
테니스 포 투 탄생 50주년 기념으로 시연된 모습.
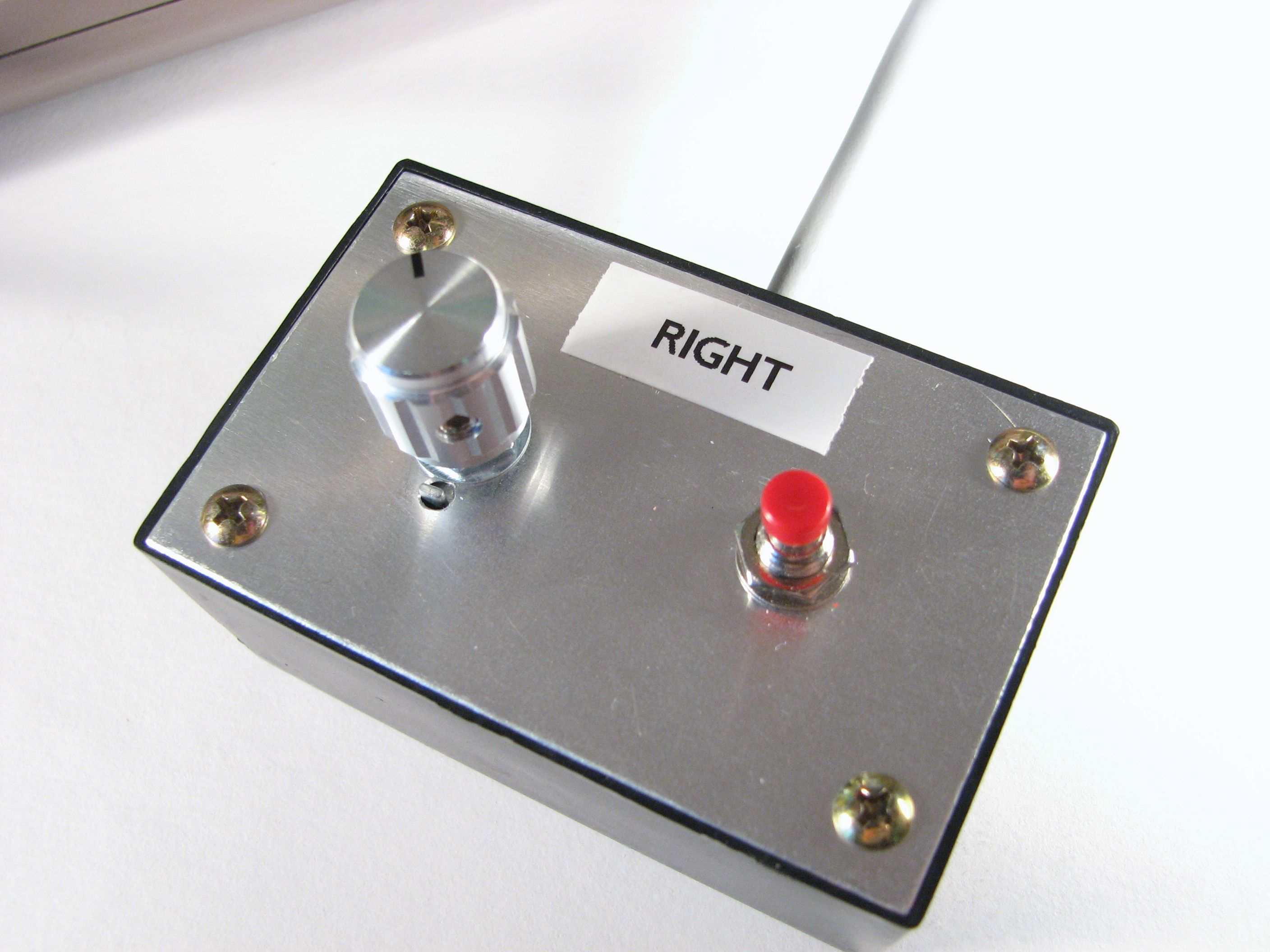
테니스 포 투의 조종기